# Bitwa o Poznań
Bitwa o Poznań – walki o Poznań, które toczyły się w styczniu i lutym 1945 pomiędzy nacierającą podczas operacji wiślano-odrzańskiej Armią Czerwoną wspomaganą oddziałami polskimi a Niemcami.

## Operacja wiślańsko-odrzańska
Planowanie operacji wiślano-odrzańskiej rozpoczęło się w październiku 1944. Zakładała ona uderzenie siłami 1. i 2 Frontu Białoruskiego oraz 1. i 4 Frontu Ukraińskiego w kierunku zachodnim. Dowodzony przez marsz. Gieorgija Żukowa 1 Front Białoruski miał nacierać, omijając od południa Warszawę w kierunku na Łódź i Poznań.
Ofensywę rozpoczął 12 stycznia 1945 1 Front Ukraiński dowodzony przez marsz. Iwana Koniewa z przyczółka baranowskiego zaś dwa dni później z przyczółka warecko-magnuszewskiego ruszył 1 Front Białoruski.

## Niemieckie plany obrony
Już na początku 1944 Szef sztabu Oberkommando des Heeres gen. Heinz Guderian zaczął kreślić niemieckie plany obrony na terenie między Wisłą i Odrą. Miał to być szereg ufortyfikowanych linii obronnych:
- linia „a” ciągnąca się od Mazur poprzez linię Bzury, Pilicę i dalej na południe między Krakowem a Kielcami;
- linia „b” biegnąca od Gdańska przez Grudziądz, Toruń, Włocławek, a dalej wzdłuż Warty, pomiędzy Katowicami i Krakowem do Wagu;
- linia „c” – opierała się o Wał Pomorski, będący częścią linii „d”, biegła przez Piłę i Poznań do Głogowa;
- linia „d” – stanowił ją Wał Pomorski, Międzyrzecki Rejon Umocniony, a następnie górna Odra;
- linia „e” – od Szczecina wzdłuż linii Odra-Nysa Łużycka, następnie przez Sudety do Kłodzka a stąd przez Ołomuniec i Brno.

Ważnym elementem wszystkich tych linii miały być dawne umocnione miasta-twierdze rozbudowane o otaczające je nowe rejony umocnione. W doktrynie tej Guderian zakładał, że nawet odcięta twierdza angażuje więcej sił wroga, niż żołnierze stanowiący jej obsadę. Poznań, w związku ze swym położeniem w centrum linii „c” w prostej linii między Warszawą, pod którą stykały się dwa najpotężniejsze fronty radzieckie, a Berlinem, miał stanowić główny element tego pasa umocnień. Na komendanta twierdzy 25 września 1944 wyznaczono generalmajora Heinza Deindla.
Sam Poznań miał stanowić składający się z trzech stref rejon umocniony. Pierwsza, zewnętrzna linia obrony przebiegała przez Murowaną Goślinę, Kostrzyn, Mosinę i Tarnowo Podgórne tworząc pierścień o średnicy ok. 50 km. Druga linia opierać się miała o Jezioro Kierskie, Złotniki, Morasko, Radojewo, Miękowo, Gruszczyn, Zieliniec, Zalasewo, Garby, Tulce, Piotrowo, Luboń, Fabianowo i Krzyżowniki tworząc pierścień o średnicy 24 km. Trzecia linia miała obejmować sam Poznań, zaś jej podstawę miał stanowić pierścień fortów z XIX wieku wraz z położoną centralnie cytadelą.
To wielkie założenie pozostało jednak na papierze, gdyż wszystkie dostępne środki kierowano do budowy znajdujących się bliżej frontu linii „a” oraz „b”. Niemieckich robotników było jednak niewielu, a zmuszeni w ramach Schanzeneinsatz do pracy Polacy stawiali bierny opór. W związku z tym dysponujący niewielkimi zasobami gen. Heinz Deindel, kierując się załącznikiem do Rozkazu Führera nr 11 dającego priorytet obronie przeciwpancernej, otoczył cały obszar miasta rowem przeciwczołgowym o szerokości 5 m i głębokości 3 m. Dodatkowe zapory przeciwczołgowe powstały na trasach wylotowych oraz spodziewanych kierunkach natarcia.
Następnie śródpola między fortami z pierścienia uzupełniono 16 nowymi schronami bojowymi. Prace nad drugą linią rozpoczęto dopiero w październiku 1944. Zasadniczo miał to być pas składający się z dwóch linii transzei, między którymi miał się znajdować rów przeciwczołgowy identyczny jak na przedmieściach Poznania. W chwili rozpoczęcia bitwy umocnienia tego pierścienia były wykończone tylko na niektórych odcinkach. Prac nad zewnętrzną linią obrony właściwie nie rozpoczęto.
Ciężkie straty Wehrmachtu, które były nie do uzupełnienia sprawiły, że w październiku liczbę dywizji, którymi miano obsadzić twierdzę zredukowano z siedmiu do pięciu. W związku z tym, oraz nierozpoczęciem prac nad zewnętrzną linią obrony, gen. Deindel nalegał na rezygnację z obrony tak dużego obszaru. Proponował, aby druga linia przejęła funkcję pierwszej, jednak OKH nie wyraziło na to zgody, a protestującego komendanta zastąpił na stanowisku gen. mjr Ernst Mattern.
Kolejnym elementem, który opóźnił przygotowanie Festung Posen do obrony było błędne założenie OKW, że zimą 1944/1945 na froncie wschodnim nie nastąpi żadna większa ofensywa. W związku z tym wszystkie dostępne środki skierowano na zachód organizując ofensywę w Ardenach. Nawet ruszenie ofensywy znad Wisły potraktowano początkowo jako próbę opanowania Prus Wschodnich. Dopiero w drugim dniu ofensywy uznano, że główne natarcie kieruje się na zachód. Nie zdążono nawet usunąć z fortów zakładów produkcyjnych i innych lokatorów wojskowych i cywilnych. Nie dokonano również rozmieszczenia zapasów w odpowiednich miejscach, pozostawiając je nadal w centralnych magazynach.
Ostatecznie obsadzono jedynie wschodnią i północną część drugiej linii, którą miejscami wzmocniono zasiekami. Rolę drugiej linii przejął pierścień 9 fortów głównych, 9 fortów pomocniczych i 18 schronów bojowych, a także przystosowanych do celów bojowych ok. 60 schronów piechoty i 30 dużych magazynów. Do obrony przygotowano także kwartały zabudowy miejskiej, oraz pochodzące z pierwotnej twierdzy stare forty Grolman, Rauch, Radziwiłł i Prittwitz znajdujące się w centrum miasta. Ostatni punkt oporu miała stanowić górująca nad miastem Cytadela – Fort Winiary, nazywany przez Niemców wówczas Kernwerk.
W samej twierdzy brakowało również jednolitego systemu dowodzenia. Teoretycznie twierdzę miały obsadzić bataliony forteczne wydzielone z Armii Zapasowej, którą dowodził Reichsführer-SS Heinrich Himmler, jednak to on był jednym z głównych zwolenników koncepcji odrzucającej możliwość zimowej ofensywy, zatem wszelkie możliwe oddziały posyłał do dowodzonej przez siebie Grupy Armii Górny Ren. Himmlerowi również podlegały oddziały SS i policji, które często wykorzystywano poza miastem, a wiele z nich na przełomie 1944 i 1945 znajdowało się nad Renem. W mieście mieściły się również sztaby dowódcy XXI Okręgu Wojskowego i V Luftgaukommando (Okręgu Powietrznego), jednak ani dowódcy ani ich oddziały nie podlegali w żaden sposób dowódcy twierdzy. Formowany natomiast z niemieckich mieszkańców Volkssturm podlegał Arthurowi Greiserowi. Na wschód od Poznania broniła się natomiast Grupa Armii „A”.

## Próba zdobycia Poznania z marszu
W początkowych planach operacji wiślano-odrzańskiej Poznań miał zostać zdobyty przez 69 Armię Ogólnowojskową, zaś sama operacja miała się rozpocząć po 20 stycznia 1945. W związku z niemieckim uderzeniem w Ardenach zachodni dowódcy poprosili jednak Stalina o przyspieszenie natarcia. Ostatecznie czerwonoarmiści ruszyli do ataku 12 stycznia, zaś sam 1 Front Białoruski 14 stycznia. Do 17 stycznia Armia Czerwona przełamała właściwie front, docierając do umocnień linii b, a znajdująca się naprzeciw 1 Frontu Białoruskiego 9 Armia znalazła się w rozsypce. Na tyły wroga przedarły się armie pancerne, w tym 1 Gwardyjska Armia Pancerna dowodzona przez Michaiła Katukowa, która przebiła się w okolicach Łodzi. Równie szybko przełamano nieobsadzony właściwie pas umocnień „b”. W związku z tymi sukcesami Żukow, choć zasadniczo był przeciwny angażowaniu wojsk pancernych do walk w mieście, wydał Katukowowi rozkaz ataku w kierunku na Poznań i zajęcia nieprzygotowanej twierdzy z marszu do 22 stycznia. Zdobycie miasta sprawiłoby, że linia „c” byłaby nieużyteczna dla Niemców.
Niemców tak szybki rozwój natarcia w niespodziewanym przez nich kierunku zaskoczył. Alarm dla Twierdzy Poznań ogłoszono dopiero 20 stycznia, a dzień później rozpoczęto oficjalną ewakuację cywilnej ludności niemieckiej (wielu cywilów uciekało już wcześniej). W sposób zorganizowany z miasta wyprowadzono dowództwo XXI Okręgu Wojskowego oraz aparat Gestapo, które przed odejściem z miasta zamordowało jeszcze większość więźniów z ul. Młyńskiej, Domu Żołnierza (siedziba gestapo) oraz niezdolnych do chodzenia z obozu w Żabikowie. Podzielono wówczas obszar twierdzy na trzy rejony:
- Wschód – obejmujący prawobrzeżną część twierdzy, dowodzony przez płk. Gonella;
- Zachód – obejmujący lewobrzeżną cześć twierdzy, dowodzony przez mjr. Ewerta;
- Warta – wąski, niezabudowany obszar w dolinie Warty po obu stronach rzeki, dowodzony przez mjr. Hahna.

Dodatkowo, dzięki ogłoszeniu alarmu, Mattern jako komendant twierdzy przejął pełnię władzy nad osobami w mieście, co wykorzystywał obejmując komendą wszystkich zdolnych do walki żołnierzy i volkssturmistów. W skład garnizonu włączono też urlopowanych żołnierzy którzy wracali do swoich jednostek i alarm zastał ich Poznaniu, a także resztki wycofujących się ze wschodu jednostek 9 armii (m.in. niedobitki 251 Dywizji Piechoty, 10 Dywizji Grenadierów Pancernych, Dywizji Pancerno-Spadochronowej Hermann Göring i Dywizji Grenadierów Pancernych Brandenburg). Tych drugich było jednak niewiele, gdyż doświadczeni żołnierze spodziewali się, że Poznań zostanie ogłoszony twierdzą i jeśli tylko mogli, omijali miasto. Nie jest pewne, ilu ludzi liczyła ostatecznie załoga. Prawdopodobnie około 15 000, najwyżej 20 000. Oprócz Niemców w jej skład wchodzili także Węgrzy (około 450) i kilkudziesięciu, a może nawet kilkuset Litwinów, Łotyszy i Estończyków. Ponadto w poznańskich szpitalach przebywała nieustalona liczba rannych, których nie zdążono ewakuować, ale oni oczywiście nie byli zdolni do walki. Podana przez Z. Szumowskiego liczba 61 500 obrońców, która często była bezrefleksyjnie cytowana w popularnych opracowaniach, jest zupełnie fantastyczna i nie znajduje żadnego oparcia w źródłach.
Komendant twierdzy gen. Mattern obawiał się powstania w mieście, w związku z czym 22 stycznia wydał polecenie, aby ewakuowano również ludność polską, jednak rozkaz ten został przez Polaków zignorowany. Nie pomogło również ultimatum z 23 stycznia, które dawało cywilom na opuszczenie Poznania dwadzieścia godzin, zwłaszcza że wówczas miasto zostało właściwie odcięte przez oskrzydlające je wojska pancerne Armii Czerwonej. W tym czasie do miasta dotarły również niedobitki 9 Armii pod komendą gen. Bussego. Mattern apelował do Guderiana o możliwość wycofania się z nieprzygotowanej twierdzy, ten jednak nakazał mu bronić się do ostatniego żołnierza, grożąc w razie niewykonania rozkazu represjami wobec rodziny.
Mattern jednak systematycznie zaniżał w meldunkach liczbę swoich podkomendnych. Miało to na celu przekonanie OKH o niemożności obrony i uzyskanie zezwolenia na odwrót, a jeśli byłoby to niemożliwe, uzyskanie posiłków. Komunikaty te podsłuchiwali również Rosjanie, co utwierdziło ich w wierze, że Poznań można próbować zająć z marszu.
W czasie gdy w mieście zaczęto organizować obronę, 1 Gwardyjska Armia Pancerna („katukowcy”) oczekiwała na uzupełnienia paliwa. Jej 11 Gwardyjski Korpus Pancerny wznowił natarcie rankiem 21 stycznia i osiągnął następnej nocy północny skraj Puszczy Zielonki. Tymczasem nacierający bezpośrednio na Poznań 8 Gwardyjski Korpus Zmechanizowany wczesnym popołudniem 22 stycznia zajął z marszu Swarzędz. Tak szybkie postępy sprawiły, że „katukowcy” oderwali się od podążających za nimi głównych sił frontu na odległość 120 km. Sprawiało to problemy zarówno logistyczne (duża odległość od baz paliwowych, które znajdowały się pod Magnuszewem, oraz przerwa między wojskami pancernymi a piechotą, która nadal nie była oczyszczona ze wszystkich sił wroga), jak i komunikacyjne (rozkazy Żukowa docierały do Katukowa z opóźnieniem). Duża odległość („katukowcy” posunęli się w ciągu nieco ponad doby 350 km na zachód) pozbawiła ich także bezpośredniego wsparcia lotnictwa.
Mimo ograniczonych możliwości planowano jeszcze utworzenie przez 11 Korpus przyczółka na lewym brzegu Warty, na północ od Poznania. Jednak atak na most w Bolechowie został powstrzymany już w Murowanej Goślinie. W związku z tym za cel obrano leżące jeszcze dalej na północ Oborniki. Miała tego dokonać 44 Gwardyjska Brygada Pancerna, podczas gdy pozostałe związki 11 Korpusu miały ją ubezpieczać, ograniczając działania zaczepne do rozpoznania północno-wschodniego sektora przedpola Poznania.
W tym samym czasie 8 Korpus, który bez walki opanował Swarzędz, rozwinął się na zachód od niego zajmując pozycje do bezpośredniego szturmu na Poznań. Dowodzący nim gen. Iwan Driemow wydał rozkaz do ataku popołudniem 22 stycznia:
- 21 Gwardyjska Brygada Zmechanizowana dowodzona przez płk. Anatolija Koszeliewa miała, uderzając spod Zalasewa, opanować Kobylepole, Rataje i Starołękę, docierając do Mostu św. Rocha;
- 1 Gwardyjska Brygada Pancerna dowodzona przez płk. Aleksieja Tiemnika miała nacierać szosą od Swarzędza na Antoninek, a następnie opanować Osiedle Warszawskie i Śródkę;
- 19 Gwardyjska Brygada Zmechanizowana pod dowództwem płk. Antona Baranowa miała nacierać za 1 Brygadą, a w Antoninie skręcić na północ i opanować Główną;
- 20 Gwardyjska Brygada Zmechanizowana dowodzona przez płk. Aleksieja Anfimowa miała zabezpieczać lewe skrzydło i uderzając z Tulec obejść Poznań od południa i sforsować Wartę.

Atak rozpoczął się o 14.00. 21 Brygada napotkała na silny opór i nie zdołała sforsować linii kolejowej łączącej Swarzędz i Franowo, jedynie stanowiąca jej awangardę kompania czołgów dotarła między Antonin i Antoninek, jednak ostrzał artylerii przeciwlotniczej z Białej Góry zmusił ją do zajęcia pozycji obronnych między zabudowaniami Antoninka. W tym samym czasie 20 Brygada zajęła znajdujące się na Krzesinach zakłady Focke-Wulfa wraz z przyfabrycznym lotniskiem i zgromadzonymi na nim samolotami, a następnie dzięki polskim przewodnikom dotarła do Czapur, gdzie na zachodni brzeg Warty po lodzie przeprawiła się piechota, tworząc kilometrowy przyczółek. Atak 1 i 19 Brygady nie przyniósł spodziewanych efektów, w związku z tym gen. Driemow wstrzymał atak do rana.
Nocą trwały natomiast ciężkie walki na przyczółku pod Czapurami. Niemcy kontratakowali z kierunku dzisiejszego Lubonia i niemal zepchnęli do rzeki piechotę radziecką dowodzoną przez kpt. Kunina, jednak na prawy brzeg w porę dotarły oddziały dział pancernych, których ogień powstrzymał kontratak, a nawet pozwolił pogłębić przyczółek na 2 km do linii kolejowej Poznań-Czempiń i poszerzyć go na 5 km. Tej samej nocy, przy pomocy mieszkańców okolicznych wsi, zaczęto również wzmacniać drewnem lód na rzece, aby umożliwić przeprawę lekkich wozów opancerzonych. Dodatkową trudność stanowił tu ciągły ostrzał z Fortu I na Starołęce. W tym samym czasie 11 Korpus nie zdołał uchwycić przyczółka na północ od Poznania. Zdobyto co prawda Murowaną Goślinę, jednak w Obornikach napotkano na silny opór, a niewielka grupa czołgów i fizylierów, która wdarła się do miasta, została odcięta i rozbita. W związku z silnym oporem dobrze uzbrojonego przeciwnika, wspieranego ogniem artylerii z lewego brzegu, dowodzący oddziałami radzieckimi płk Amazasp Babadżanian zdecydował, że 11 Korpus powinien przeprawić się przez Wartę pod Miękowem, gdzie, choć nie było mostu, spodziewano się znacznie słabszego oporu. W związku z tym 23 stycznia do natarcia w tym kierunku skierował 40. i 45 Gwardyjską Brygadę Pancerną. Natarcie to jednak nie zostało wsparte odpowiednią ilością piechoty, która pozostawała w tyle, a ukształtowanie terenu sprzyjało obrońcom. W związku z tym czerwonoarmiści posuwali się bardzo wolno.
Również 23 stycznia o 7.30 po półgodzinnym przygotowaniu artyleryjskim frontalny atak na Poznań wznowiły 1., 19. i 21. Brygada z 8 Korpusu. Wówczas dowództwo radzieckie spodziewało się, że miasta broni ok. 15 tysięcy Niemców, a ich główne siły zgromadzone są właśnie na prawym brzegu Warty. Jednak silny opór, oparty o XIX-wieczne forty i zapory przeciwczołgowe, sprawił, że gen. Driemow ok. 10 przerwał nieudane natarcie. W tym momencie uznał również, że oddziały pancerne nie są w stanie samodzielnie zdobyć miasta szturmem.

## Oskrzydlenie Twierdzy Poznań
Gen. Driemow uznając, że w mieście na prawym brzegu Warty znajdują się główne siły wroga, postanowił je oskrzydlić. W tym celu postanowiono pozostawić w mieście 1 BPanc. gw. oraz 21 BZm. gw., które miały wiązać wroga, zaś 20. BZm. gw. miała obejść miasto od południa, wykorzystując przyczółek pod Czapurami, a 6. BZm gw. miała zaatakować leżące na północ od Poznania Koziegłowy.
W momencie zmiany planów do budowy pod Czapurami mostu, w której udział dotąd brali jedynie saperzy 20 Brygady oraz Polacy z okolicznych wiosek, skierowano korpusowe oddziały saperskie. Pracę utrudniał ciągły ostrzał z leżącego na Starołęce Fortu I oraz naloty prowadzone z lotniska na Ławicy. W związku z tym istniejący lód pomiędzy Czapurami a leśniczówką Kątnik wzmocniono techniką drewnolodu. Udało się po nim przeprawić kilkanaście samochodów pancernych i transporterów opancerzonych, jednak podczas próby przeprawy działa samobieżnego lód się załamał. Mimo to dowódca 20 Brygady rozkazał, by ppłk Anfimow zaatakował tymi lekkimi pojazdami Luboń i Żabikowo.
Tymczasem, aby zmylić przeciwnika, wycofanie się 16. BZm. gw. odroczono do zapadnięcia zmierzchu. Jednocześnie w sztabie 1 Frontu Białoruskiego zmieniono zadania dla 1 APanc gw. Nie chcąc wytracać impetu natarcia i dać czasu przeciwnikowi na obsadzenie odpowiednimi siłami linii „d”, w skład której wchodziły takie fortyfikacje jak Międzyrzecki Rejon Umocniony, postanowiono, że „katukowcy” zamiast zdobywać miasto frontalnym atakiem, powinni skoncentrować się na przełamaniu linii „c”, odcięciu Poznania od reszty sił niemieckich i kontynuowaniu natarcia w kierunku Frankfurtu. Plan ten wymagał jak najszybszego podciągnięcia pod Poznań armii ogólnowojskowych, które przejęłyby od związków szybkich zadanie opanowania miasta, które mimo wszystko stanowiło ważny punkt ze względu na swoją rolę węzła komunikacyjnego. Rolę tę miała zgodnie z pierwotnym planem spełniać 69 Armia dowodzona przez gen. Władimira Kołpakcziego, a dokładniej 91 korpus strzelecki gen. Iwana Wołkowa. Jednak w trakcie działań okazało się, że tempo marszu 69 Armii jest wolniejsze niż znajdującej się na jej prawym skrzydle 8 Armii Gwardii, poruszającej się po tym samym pasie, którym wcześniej nacierała 1 Armia Pancerna Gw. Różnica w tempie sprawiała dodatkowe spowolnienie marszu 69 Armii, gdyż oddziały niemieckie spychane przez natarcie 8 Armii Gw. uciekały w kierunku południowym, właśnie w obszar planowanych działań 69 Armii. Co więcej, znajdująca się na lewym skrzydle 69 Armii 33 Armia, posuwała się jeszcze wolniej, gdyż toczyła walki z wędrującym kotłem, w skład którego wchodziły niedobitki niemieckiej 9 Armii i Korpusu Pancernego „Grossdeutschland”, a od 22 stycznia również 24 Korpusu Pancernego i 4 Armii Pancernej. Ponadto wsławiony obroną Stalingradu dowódca 8 Armii Gwardii znany był z tego, że potrafił szybko zmieniać zadania dla swoich oddziałów, doświadczonych w walkach w mieście, czego dowodem było między innymi wcześniejsze zdobycie Łodzi. Z tego powodu właśnie 23 stycznia zmieniono 8 Armii kierunek natarcia z odcinka Warty pomiędzy Obornikami a Koziegłowami na Poznań. Żołnierze gen. Czujkowa mieli przejąć zadanie zdobycia Poznania od „katukowców”.
Zwolnienie 1 Armii Panc. Gw. z obowiązku zdobycia miasta pozwoliło gen. Katukowowi skorygować dotychczasowy plan działania. Na wschodnim przedpolu Poznania pozostawiono jedynie jeden batalion z 21 Bryg. Zm. Gw. oraz 353 Pułk Lekkiej Artylerii Pancernej, zaś wycofane 1 Bryg Panc. Gw. oraz 21 Bryg. Zm. Gw. skierowano pod Czapury. Jednostki piechoty tych brygad miały przeprawić się jak najszybciej przez Wartę i wzmocnić przyczółek utworzony przez pododdziały 20 Bryg. Zm. Gw., zaś główne siły miały czekać na zbudowanie dwóch mostów – o nośności 60 t oraz 30 t, które miał zbudować skierowany tam armijny 20 Batalion Pontonowo-mostowy. Jednocześnie znajdujące się na lewym brzegu oddziały 20 Bryg. Zm. Gw. miały wykonać rajd na lotnisko Ławica w celu zlikwidowania groźby niemieckich nalotów.
Do realizacji tego planu przystąpiono w nocy z 23 na 24 stycznia. Rajd na lotnisko Ławica grupy dowodzonej przez mjr. Iwana Mironowa, złożony z trzech samochodów pancernych i czterech transporterów opancerzonych, zakończył się zniszczeniem ponad 100 stacjonujących tam samolotów. Tymczasem przeznaczone do tego brygady zajęły swoje pozycje pod Czapurami, oraz zgodnie z wcześniejszym planem pod Koziegłowami, zaś jednostki piechoty 1 Bryg. Panc. Gw i 21 Bryg. Zm. Gw. przeprawiły się przez Wartę i wzmocniły przyczółek czapurski, włączając się do walk o Luboń i zajmując część miejscowości.
Jednocześnie na północy 11 Korpus Pancerny Gwardii, nie mogąc zdobyć Obornik, rozpoczął walki o utworzenie przyczółka na lewym brzegu Warty w okolicy Miękowa, jedynie 10 km na północ od Poznania. Jednak i tu jej atak posuwał się powoli, ze względu na opór stawiany przez niemiecką grupę bojową Lenzer, wspartą ogniem artylerii z Poligonu Biedrusko. W związku z tym znajdująca się na lewym skrzydle 11 Korpusu 40 Bryg. Panc. Gw. skierowała się jeszcze bardziej na południe, w okolice między Koziegłowami i Czerwonakiem. Szybki manewr jednego batalionu pozwolił z zaskoczenia utworzyć w okolicy Różanego Młyna przyczółek o szerokości 3 km i głębokości 1 km. Oddziały te wspierał ogień artylerii korpusowej. Po odparciu niemieckiego kontrataku przyczółek został wzmocniony jeszcze trzema batalionami piechoty z 40 Bryg. Panc. Gw. oraz batalionem z przybyłej z południa 19 Bryg. Panc. Gw. Na północ od przyczółka, w okolicy stacji kolejowej w Czerwonaku, przeprawiły się natomiast pododdziały 45 Bryg. Zm. Gw. i 27 Bryg. Zm. Gw. Dowództwo nad wszystkimi tymi siłami objął zastępca dowódcy 40 Bryg., ppłk Wasyl Leński.
Działania grupy Leńskiego sprawiły, że co prawda Niemcy nadal prowadzili dobrze zorganizowaną obronę w Naramowicach, jednak na północ od przyczółka ich działania właściwie ustały. Jednocześnie na prawym brzegu Warty, w okolicy Czerwonaka, rozpoczęto budowę drewnianego mostu o nośności 60 t. Co prawda brzegi były tu strome, jednak w przeciwieństwie do położonego bardziej na południe miejsca na wysokości Różanego Młyna, gdzie brzegi były dogodne, teren ten znajdował się poza polem ostrzału niemieckiego. Tymczasem okolice Różanego Młyna były ostrzeliwane zarówno z broni maszynowej z Naramowic, jak i przez położony 2 km na południe fort IVa Waldersee II oraz 3 z 6 zbudowanych na jego przedpolu żelbetowych schronów bojowych. Aby przyspieszyć prace nad mostem, oddział saperów został wzmocniony miejscową ludnością. W tym czasie ciężkie jednostki (w tym przybyła spod Obornik 44 Bryg. Panc. Gw.) na prawym brzegu koncentrowały się w okolicy Dziewiczej Góry, skąd osłaniały ogniem przyczółek (jednocześnie wycofano 16 Bryg. Zm. Gw do macierzystego korpusu pod Czapury). Miały one uzupełnić paliwo i amunicję oraz dokonać drobnych napraw sprzętu. W celu zapewnienia jak najszybszego wsparcia grupie ppłk Leńskiego, gen. Katukow skierował pod czerwonacki przyczółek 236 Specjalny Batalion Transportowy, wyposażony w amfibie. Przeprawił on na lewy brzeg między innymi 6 baterii dział przeciwpancernych oraz 3 baterie moździerzy. Dzięki temu wzmocnieniu grupie ppłk. Leńskiego udało się do popołudnia 24 stycznia przeciąć wszystkie linie komunikacyjne wychodzące z Poznania w kierunku północnym i odizolować od reszty sił niemieckich walczącego pod Obornikami gen. Scherera.
Tego samego dnia po południu na wschodni front oblężonej twierdzy dotarła awangarda 29 Korpusu Armijnego ze składu 8 Gwardyjskiej Armii dowodzonego przez gen. Afanasija Szemiekowa. Podejrzewając, że oskrzydlenie miasta przez oddziały 1 GwAPanc. zniechęci Niemców do stawiania zdecydowanego oporu, Szemienkow przebywający wówczas w Swarzędzu, postanowił nie czekać na główne siły korpusu i podjąć atak na miasto:
- 82 Gwardyjska Dywizja Strzelecka dowodzona przez gen. Gieorgija Chetagurowa miała nacierać na Zieliniec, Kobylepole, a dalej w kierunku na Główną i Chwaliszewo, zaś nocą miano podjąć próbę sforsowania Warty i ataku na północną część lewobrzeżnego Poznania;
- 74 Gwardyjska Dywizja Strzelecka dowodzona przez gen. Dimitra Bakanowa miała zaatakować z Krzesin w kierunku Minikowa i Starołęki, a następnie sforsować Wartę i zająć południową część lewobrzeżnego miasta;
- 27 Gwardyjska Dywizja Strzelecka dowodzona przez gen. Wiktora Glebowa miała początkowo poruszać się za 74. GwDS, a następnie skręcić na północ i zająć Żegrze i Rataje, by po wykonaniu zwrotu na zachód sforsować rzekę i zaatakować Stare Miasto.

Nieprzygotowany atak w kolumnach marszowych, wspierany jedynie przez pozostawioną na prawym brzegu artylerię 1 GwAPanc zakończył się niepowodzeniem. Radzieckie jednostki poniosły duże straty, a natarcie zatrzymano na pierwszej linii obrony.

## Zmiana koncepcji walczących stron
O północy 24 stycznia Twierdza Poznań została podporządkowana Grupie Armii „Wisła”, dowodzonej bezpośrednio przez Reichsführera-SS Heinricha Himmlera. Dostępne nam dane sugerują, że co prawda niemieckie dowództwo nie nadążało za szybko rozwijającym się radzieckim natarciem, lecz w ogólnych zarysach zakładano, że Poznań może zostać czasowo odcięty. Zakładano, że jednostki Volkssturmu czasowo obsadzą tyle pozycji linii „c” ile to będzie możliwe, umożliwiając wycofanie się regularnym oddziałom na linię „d”, opartą o doskonale przygotowane fortyfikacje na przedwojennej granicy polsko-niemieckiej. Podobne zadanie otrzymać miała załoga Poznania – miała wiązać jak największe siły wroga, oczekując na odsiecz zreorganizowanej 9 Armii.
W tym samym czasie zmieniła się również koncepcja działań Armii Czerwonej. Marsz. Żukow, przekonując, że wycofującym się Niemcom nie uda się utworzyć zwartej linii obrony w oparciu o linię „c”, postanowił wykorzystać sukces natarcia dla celów strategicznych. Przewidując, że Niemcom nie uda się stworzyć zwartej obrony na linii „d” przed 1 lutego, uznał, że szybkie związki taktyczne powinny kontynuować natarcie na zachód, by jak najszybciej przeciąć fortyfikacje Międzyrzeckiego Rejonu Umocnionego przygotowując dogodne pozycje do operacji berlińskiej.
W tym celu jeszcze 23 stycznia Żukow rozkazał, by 11 Samodzielny Korpus Pancerny, podporządkowany 69 Armii, którego 20 Brygada Zmechanizowana opanowała tego dnia Śrem, atakował w linii od Stęszewa po Mosinę, w kierunku na Grodzisk Wielkopolski, zaś wydzielonymi oddziałami zajął Chobienice, Kargową i Babimost, a następnie uderzył na Rzepin. W tym samym czasie 1 Samodzielny Korpus Zmechanizowany ze składu 2 Armii Pancernej Gwardii atakującej w kierunku Pałuk i dalej na Pomorze miał zmienić kierunek natarcia z północnego na zachodni, nacierając przez Oborniki Wielkopolskie na Szamotuły, Międzychód i Skwierzynę, by po przecięciu linii „d” zaatakować w kierunku Kostrzyna nad Odrą. Jednocześnie podjęto działania dezinformacyjne, sugerujące niemieckim dowódcom, że celem operacji ma być likwidacja tzw. „nawisu pomorskiego” poprzez uderzenie na Gdańsk i Gdynię, co miałoby skrócić linię frontu i zabezpieczyć prawe skrzydło nacierających wojsk radzieckich. Akcja ta przyniosła dobry skutek i w rejonie Bydgoszczy pozostał między innymi XV Korpus SS.
Mimo że generalnie natarcie rozwijało się zgodnie z planem Żukowa, już 24 stycznia okazało się, że atakujące wojska mocno odczuwają brak wsparcia 1 GwAPanc Żukow odbył naradę z Katukowem, który twierdził, że skoro nie udało się opanować Poznania z marszu, należy przystąpić do oblężenia miasta przez armię ogólnowojskową. Natomiast armia pancerna zgodnie ze swoją specyfiką powinna kontynuować szybki marsz na zachód, a nie angażować się w walki w terenie zabudowanym, gdzie byłaby narażona na poważne straty. Z opinią tą zgadzał się Czujkow, który przewidując, że Niemcy pragną bronić węzła komunikacyjnego, jakim jest Poznań w oblężeniu, proponował by 1 GwAPanc odstąpiła od zdobywania miasta i wspierana przez główne siły 8 GwArmii podążała na zachód, zaś otoczone miasto pozostawić samo sobie, modyfikując swoje działania w zależności od poczynań oblężonej załogi.

## Zakończenie walk
Walki w Poznaniu zakończyły się w godzinach rannych 23 lutego 1945 r., kiedy to po pięciodniowym oblężeniu poddała się załoga Cytadeli. W walkach o nią zginęło między innymi około 100 Polaków. Zniszczenia zabudowy Poznania po walkach sięgnęły 55 proc., przy czym sama Cytadela w czasie walk została zniszczona w niewielkim stopniu.

## Straty walczących stron
Według A. Isajewa straty bezpowrotne Armii Czerwonej w Walkach o Poznań wyniosły 4887 ludzi, ale autor nie podaje źródła z którego zaczerpnął tę informację. A. Pleskaczyński ustalił na podstawie dokumentów z CAMO, że zginęło, zaginęło bez wieści lub zmarło z ran 5 512 żołnierzy radzieckich, których zgon lub zaginięcie były na pewno lub prawie na pewno spowodowane udziałem w bitwie o Poznań. Ponieważ część dokumentów się nie zachowała, albo nie udało się ich odnaleźć, łącznie oszacował liczbę zabitych i zmarłych od ran na około 6000. Przyjmując współczynnik 2,8 rannego na jednego zabitego, oznacza to, że rannych w walkach o Poznań zostało około 16 000 czerwonoarmistów.
Należy dodać, że w Poznaniu, na Cytadeli i na cmentarzu na Miłostowie, pochowanych jest około 10 000 radzieckich żołnierzy, ale połowa z nich to zmarli w szpitalach Armii Czerwonej na terenie Poznania, którzy odnieśli rany w innych operacjach, oraz zwłoki przeniesione w ramach akcji komasacyjnych z mniejszych cmentarzy w innych miejscowościach.
Straty niemieckie wyniosły około 2–3 tysiące zabitych i około 7–9 tysięcy rannych, ale prawie wszyscy obrońcy którzy pozostali przy życiu dostali się do niewoli. Wyłamanie z twierdzy powiodło się tylko kilkuset.
W 2005, na zlecenie prezydenta Poznania, Ryszarda Grobelnego, opracowano raport obrazujący straty wojenne Poznania, które w przeważającej mierze dotyczyły zniszczeń z okresu bitwy o Poznań. Bazując na dokumentacji z lat 1945-1947 ustalono, że według przelicznika z 2006, straty te wyniosły ponad 10 miliardów złotych.

## Upamiętnienie
Walki polskich żołnierzy i ludności cywilnej zostały upamiętnione na Grobie Nieznanego Żołnierza w Warszawie napisem na jednej z tablic po 1990 r. „CYTADELA POZNAŃSKA 21 – 23 II 1945”.